# Ayumi Kaihori
Ayumi Kaihori (海堀 あゆみ Kaihori Ayumi?,  nacido el 4 de septiembre de 1986 en Kioto) es una exfutbolista japonesa que jugaba como guardameta.
Kaihori jugó 53 veces para la selección femenina de fútbol de Japón entre 2008 y 2015. Kaihori fue elegida para integrar la selección nacional de Japón para los Juegos Olímpicos de Verano de 2008, 2012, Copa Mundial Femenina de Fútbol de 2011 y 2015.

## Trayectoria

### Clubes
| Club                  | País  | Año         |
| --------------------- | ----- | ----------- |
| Speranza FC Takatsuki | Japón | 2004 - 2007 |
| INAC Kobe Leonessa    | Japón | 2008 - 2015 |

### Selección nacional
| Selección | País  | Año         |
| --------- | ----- | ----------- |
| Absoluta  | Japón | 2008 - 2015 |

## Estadística de equipo nacional
| Selección femenina de fútbol de Japón | Selección femenina de fútbol de Japón | Selección femenina de fútbol de Japón |
| Año                                   | Partidos                              | Goles                                 |
| ------------------------------------- | ------------------------------------- | ------------------------------------- |
| 2008                                  | 3                                     | 0                                     |
| 2009                                  | 3                                     | 0                                     |
| 2010                                  | 7                                     | 0                                     |
| 2011                                  | 14                                    | 0                                     |
| 2012                                  | 7                                     | 0                                     |
| 2013                                  | 6                                     | 0                                     |
| 2014                                  | 6                                     | 0                                     |
| 2015                                  | 7                                     | 0                                     |
| Total                                 | 53                                    | 0                                     |